# U23-Weltmeisterschaften im Rudern 2022

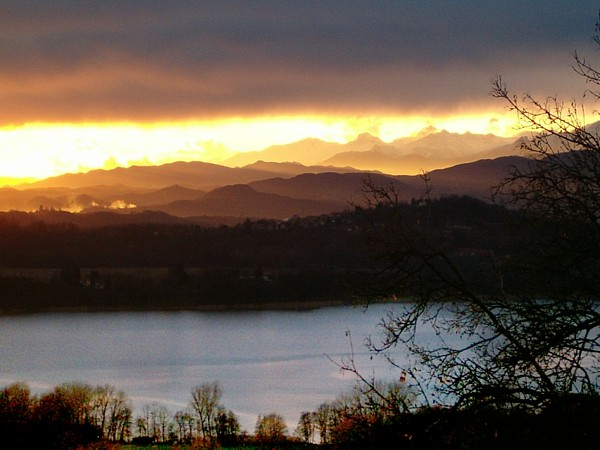
Lago di Varese

Die U23-Weltmeisterschaften im Rudern 2022 fanden vom 25. bis 30. Juli 2022 in Varese in Italien statt. Die Wettbewerbe wurden auf dem Lago di Varese über die olympische Wettkampfdistanz von 2000 Metern ausgetragen.
2022 fanden die U23-Weltmeisterschaften im Rudern zusammen mit den Junioren-Weltmeisterschaften im Rudern statt.
Am 29. April 2022 gab die Fisa bekannt, dass die U23-Weltmeisterschaften durchgeführt werden können. Das inzwischen bewährte Konzept zur Durchführung von Regatten, dass zwischen dem Weltruderverband und der Weltgesundheitsorganisation abgestimmt wurde, kann in Absprache mit dem Organisationskomitee, der Stadt und dem Gesundheitsministerium erfolgreich umgesetzt werden und auch die aktuelle Entwicklung der COVID-19-Pandemie lässt eine Durchführung des Wettbewerbes zu.
Die Organisatoren sind sehr erfahren in der Durchführung von internationalen Ruderregatten. 2014 wurden in Varese schon einmal die U23-Weltmeisterschaften durchgeführt. Außerdem fanden hier unter anderem die Ruder-Europameisterschaften 2012 und die Ruder-Europameisterschaften 2021 statt. Zuletzt wurden die Junioren-Europameisterschaften 2022 hier ausgetragen, außerdem war der Lago di Varese mehrmals Schauplatz von Regatten des Ruder-Weltcups.
Bei den Meisterschaften wurden 22 Wettbewerbe ausgetragen, davon jeweils elf für Männer und Frauen.
Teilnahmeberechtigt war eine Mannschaft je Wettbewerbsklasse aus allen Mitgliedsverbänden des Weltruderverbandes. Eine Qualifikationsregatta existierte nicht.

## Ergebnisse
Hier werden die Medaillengewinner aus den A-Finals aufgelistet. Diese werden mit sechs Booten besetzt, die sich über Vor- und Hoffnungsläufe sowie Viertel- und Halbfinals für das Finale qualifizieren müssen. Die Streckenlänge beträgt in allen Läufen 2000 Meter.

### Männer
| Bootsklasse                                   | Gold | Gold    | Silber | Silber  | Bronze | Bronze  |
| --------------------------------------------- | --- | ------- | --- | ------- | --- | ------- |
| Einer (BM1x)                                  | Deutschland Jonas Gelsen | 7:11,71 | Vereinigte Staaten Isaiah Harrison | 7:14,89 | Bulgarien Emil Nejkow | 7:16,31 |
| Leichtgewichts-Einer (BLM1x)                  | Uruguay Felipe Klüver Ferreira | 7:08,83 | Schweiz Gian Struzina | 7:12,73 | Kanada Stephen Harris | 7:17,56 |
| Doppelzweier (BM2x)                           | Belgien Tristan Vandenbussche Aaron Andries | 6:18,64 | Moldau Alexandr Bulat Ivan Corsunov | 6:21,86 | Irland Konan Pazzaia Brian Colsh | 6:23,19 |
| Leichtgewichts-Doppelzweier (BLM2x)           | Italien Giovanni Borgonovo Giulio Acernese | 6:34,37 | Irland Ciarán Purdy Hugh Moore | 6:36,95 | Frankreich Pierrick Verger Baptiste Savaete | 6:38,34 |
| Doppelvierer (BM4x)                           | Italien Nicolò Bizzozero Leonardo Tedoldi Matteo Sartori Andrea Pazzagli                                                                                        | 5:53,05 | Deutschland Tom Granitz Paul Berghoff Oliver Holtz Alexander Finger                                                                                           | 5:54,84 | Neuseeland Jack Ready Ben Olifiers Jonte Wright Benjamin Mason                                                                                    | 5:58,91 |
| Leichtgewichts-Doppelvierer (BLM4x)           | Italien Luca Borgonovo Nicolò Demiliani Krystian Adrian Maron Matteo Tonelli                                                                                    | 5:45,42 | Deutschland Adrian Reinstädler Tim Streib Oskar Kroglowski Yannick Dörr                                                                                       | 5:49,70 | Frankreich Léo-Paul Fiacre Antoine Lefebvre Louis Pruvost Clément Mariot                                                                          | 5:51,29 |
| Zweier ohne Steuermann (BM2-)                 | Südafrika Damien Bonhage-Koen Christopher Baxter | 6:19,99 | Litauen Dovydas Stankūnas Domantas Stankūnas | 6:21,25 | Rumänien Andrei Mandrila Claudiu Neamtu | 6:23,28 |
| Leichtgewichts-Zweier ohne Steuermann (BLM2-) | Vereinigte Staaten Collin Hay Nathaniel Sass | 6:36,94 | Italien Francesco Bardelli Stefano Pinsone | 6:37,92 | Chile Manuel Fernandez Antri Rodrigo Paz | 6:41,76 |
| Vierer ohne Steuermann (BM4-)                 | Vereinigtes Königreich Theodore Darlow Miles Beeson Calvin Tarczy Douwe de Graaf                                                                                | 6:03,04 | Neuseeland Angus Gilbert Logan Ullrich Campbell Crouch Flynn Eliadis-Watson                                                                                   | 6:05,86 | Irland Adam Murphy Nathan Timoney Andrew Sheehan John Kearney                                                                                     | 6:09,10 |
| Vierer mit Steuermann (BM4+)                  | Vereinigtes Königreich Henry Pearson Robert Prosser Benjamin Hinves Bruce Turnell William Denegri (Stm.)                                                        | 6:02,90 | Vereinigte Staaten Zachary Vachal Benjamin Dukes Nathan Phelps Erik Spinka William Dempsey (Stm.)                                                             | 6:06,13 | Italien Antonio Zaffiero Aniello Sabbatino Wolodymyr Kuflyk Iwan Galimberti Filippo Wiesenfeld (Stm.)                                             | 6:07,92 |
| Achter (BM8+)                                 | Vereinigtes Königreich Isaac Workman Theodore Bell Jack Prior Matthew Heywood Thomas Horncastle Thomas O’Sullivan Jake Wincomb Harry Geffen Scott Cockle (Stm.) | 5:51,71 | Vereinigte Staaten Kai Hoite Alexander Abuhoff Adam Campain Charles Fargo Miles Hudgins Jacob Hudgins James Wright William Legenzowski Jack Digiovanni (Stm.) | 5:53,97 | Australien Jamie Arnold Marcus Emmett Patrick Long Joshua Hill Alexander McClean Angus Dawson Darcy McCluskey Fergus Hamilton Harry Keenan (Stm.) | 5:54,90 |

### Frauen
| Bootsklasse                                   | Gold | Gold    | Silber | Silber  | Bronze | Bronze  |
| --------------------------------------------- | --- | ------- | --- | ------- | --- | ------- |
| Einer (BW1x)                                  | Deutschland Alexandra Föster | 7:56,13 | Schweiz Aurelia-Maxima Janzen | 8:03,03 | Irland Alison Bergin | 8:03,49 |
| Leichtgewichts-Einer (BLW1x)                  | Griechenland Evangelia Anastasiadou | 7:40,82 | Türkei Elis Özbay | 7:43,81 | Italien Giulia Clerici | 7:49,07 |
| Doppelzweier (BW2x)                           | Rumänien Andrada-Maria Moroşanu Iulia-Liliana Bălăucă | 7:02,61 | Kanada Elisa Bolinger Grace VandenBroek | 7:04,70 | Vereinigtes Königreich Vwaire Obukohwo Katherine George                                                                                        | 7:05,18 |
| Leichtgewichts-Doppelzweier (BLW2x)           | Italien Elena Sali Greta Parravicini | 7:21,58 | Deutschland Ayse Gündüz Lea Schneider | 7:24,78 | Polen Jessika Sobocińska Wiktoria Kalinowska                                                                                                   | 7:25,67 |
| Doppelvierer (BW4x)                           | Niederlande Lisa Bruijnincx Vera Sneijders Willemijn Mulder Femke Paulis                                                                                               | 6:18,30 | Rumänien Emanuela-Ioana Ciotău Cristina Drugă Alexandra Roxana Ungureanu Patricia Cireş                                                                      | 6:18,88 | Deutschland Lena Siekerkotte Johanna Debus Lena Wölke Rianne Lagerpusch                                                                        | 6:20,72 |
| Leichtgewichts-Doppelvierer (BLW4x)           | Italien Bianca Saffirio Maria Sole Perugino Alice Ramella Sara Borghi                                                                                                  | 6:30,20 | Deutschland Rieke Hülsen Claire Licht Finja Lara Rothhardt Romy Dreher                                                                                       | 6:37,91 | Frankreich Noémie Sepe Marion Chagnot Eugenie Bertrand Ines Boccanfuso                                                                         | 6:46,40 |
| Zweier ohne Steuerfrau (BW2-)                 | Griechenland Evangelia Fragkou Christina Ioanna Bourmpou | 6:58,41 | Litauen Martyna Kazlauskaitė Kamilė Kralikaitė | 7:04,27 | Deutschland Katarina Tkachenko Luisa Schade | 7:05,69 |
| Leichtgewichts-Zweier ohne Steuerfrau (BLW2-) | Italien Maria Zerboni Samantha Premerl | 7:17,42 | Peru Alessia Palacios Valeria Palacios | 7:20,99 | Deutschland Anna Händle Cecilia Sommerfeld | 7:22,10 |
| Vierer ohne Steuerfrau (BW4-)                 | Vereinigte Staaten Caitlin Esse Anna Jensen Francesca Raggi Kaitlin Knifton                                                                                            | 6:38,12 | Vereinigtes Königreich Phoebe Campbell Lauren Carey Georgina Robinson Ranger Lettice Cabot                                                                   | 6:43,88 | Australien Eliza Gaffney Genevieve Hart Jacqueline Swick Paige Barr                                                                            | 6:46,76 |
| Vierer mit Steuerfrau (BW4+)                  | Australien Isabella Scammell Samantha Morton Emma Wilson Emmie Frederico Nicholas Dunlop (Stm.)                                                                        | 6:44,15 | Italien Anna Scolaro Anna Rossi Khadija Alajdi El Idrissi Alice Codato Alessandra Faella (Stf.)                                                              | 6:45,73 | Vereinigte Staaten Katherine Kelly Elena Collier-Hezel Greta Filor Angela Szabo Caroline Ricksen (Stf.)                                        | 6:48,35 |
| Achter (BW8+)                                 | Vereinigte Staaten Hannah Heideveld Sophia Hahn Madison Moore Camille Vandermeer Margaret Hedeman Kathia Nitsch Azja Czajkowski Isabella Battistoni Rachel Rane (Stf.) | 6:23,03 | Vereinigtes Königreich Abigail Topp Phoebe Snowden Hannah Medcalf Natasha Morrice Katharine Kalap Zoe Scheske Daisy Bellamy Elizabeth Witt Sam Shuker (Stm.) | 6:27,81 | Deutschland Tori Schwerin Paula Gerundt Emilia Fritz Olivia Clotten Luise Bachmann Maike Böttcher Lene Mührs Anni Kötitz Annalena Fisch (Stf.) | 6:31,20 |

## Medaillenspiegel
| Platz   | Land                   | Gold | Silber | Bronze | Gesamt |
| ------- | ---------------------- | ---- | ------ | ------ | ------ |
| 1       | Italien                | 6    | 2      | 2      | 10     |
| 2       | Vereinigte Staaten     | 3    | 3      | 1      | 7      |
| 3       | Vereinigtes Königreich | 3    | 2      | 1      | 6      |
| 4       | Deutschland            | 2    | 4      | 4      | 10     |
| 5       | Griechenland           | 2    |        |        | 2      |
| 6       | Rumänien               | 1    | 1      | 1      | 3      |
| 7       | Australien             | 1    |        | 2      | 3      |
| 8       | Belgien                | 1    |        |        | 1      |
| 8       | Niederlande            | 1    |        |        | 1      |
| 8       | Südafrika              | 1    |        |        | 1      |
| 8       | Uruguay                | 1    |        |        | 1      |
| 12      | Litauen                |      | 2      |        | 2      |
| Schweiz |                        | 2    |        | 2      |        |
| 14      | Irland                 |      | 1      | 3      | 4      |
| 15      | Kanada                 |      | 1      | 1      | 2      |
| 15      | Neuseeland             |      | 1      | 1      | 2      |
| 17      | Moldau                 |      | 1      |        | 1      |
| 17      | Peru                   |      | 1      |        | 1      |
| 17      | Türkei                 |      | 1      |        | 1      |
| 20      | Frankreich             |      |        | 3      | 3      |
| 21      | Bulgarien              |      |        | 1      | 1      |
| 21      | Chile                  |      |        | 1      | 1      |
| 21      | Polen                  |      |        | 1      | 1      |
| Summe   | Summe                  | 22   | 22     | 22     | 66     |